# 彭德怀元帅
《彭德怀元帅》，中国大陆当代剧，由宋业明执导，董勇飾演彭德怀。2014年12月开拍，2015年4月殺青，该电视剧於2016年5月20日在中国中央电视台综合频道播出。

## 剧情简介
该剧以彭德怀生平经历为主要内容，从平江起义、抗日战争、第二次国共内战到建国后的朝鲜战争、庐山会议，塑造了彭德怀的人物形象。

## 演员表

### 中国共产党
- 董勇 出演 彭德怀。中华人民共和国元帅，军事家，中国人民解放军缔造者之一。彭老总真实质朴，不只是脸谱化高大上的全能英雄，在指挥战役时他有勇有谋，在生活中他却是个暴脾气，急起来喜欢骂人，随时接受同志的批评并虚心改正；在军营里他总是板着脸很严肃，不搞形式主义，务实公正，但在面对老百姓的时候，他却和蔼可亲，总是挂着憨厚的笑容，还亲自拿扫帚帮房东扫院，没有一点官架子。
- 杨童舒 出演 浦安修。彭德怀夫人。原是北平女大学生，抗日战争时期，去延安，和彭德怀第二次相遇，都留下了深刻的印象。陈赓给彭德怀做媒，和彭德怀在驻地举行了简朴的婚礼。
- 罗钢/唐国强 出演 毛泽东。中国共产党和中华人民共和国的主要缔造者和领导人，首任中国共产党中央委员会主席秋收起义后，建立第一个农村革命根据地井冈山革命根据地。1935年1月，具有历史意义的遵义会议召开，毛泽东重新回到红军的领导岗位。抗美援朝时期毛泽东把儿子毛岸英介绍给了彭德怀，并提出想让毛岸英随志愿军去朝鲜参战。
- 刘劲 出演 周恩来。中华人民共和国首任总理兼任外交部长。红军长征时期任中华苏维埃人民共和国中央革命军事委员会副主席、中国工农红军总政治委员、红一方面军总政治委员。解放战争时期，沙家店战役的胜利，在十分危急的情况下扭转了西北战局，毛泽东、周恩来、任弼时亲临沙家店战场，为彭德怀庆功。
- 张京生/王伍福 出演 朱德。红军长征时期任中华苏维埃人民共和国中央革命军事委员会主席、中国工农红军总司令、红一方面军总司令。抗战和解放战争时期，与毛泽东一起运筹帷幄。
- 罗钢 出演 左权。八路军的高级将领，转移时，留下殿后的左权站在半山坡上指挥突围的人群，眼看就要突出重围了，他发现几位译电员还落在后面。为了掩护这几位译电员，左权被炮弹击中，壮烈牺牲。
- 王鹏凯 出演 习仲勋。现任中国共产党中央委员会总书记习近平父亲。他善于调节党政军民关系，对陕北的民情地形都非常熟悉，彭德怀和习仲勋两人一文一武堪称双剑合璧，成为了最佳搭档。彭德怀和习仲勋一拍即合，习仲勋更是献计在延安实施坚壁清野，大摆空城计，让胡宗南等人不仅一粒粮食都拿不到，更是得到的是一座空城，让人大快人心。
- 白冰 出演 齐心。习仲勋夫人，现任中国共产党中央委员会总书记习近平母亲

### 中国国民党
- 马晓伟 出演 蒋介石。中华民国总统，中国国民党总裁。
- 杨猛 出演 何应钦。中华民国行政院院长，国防部部长。
- 徐永革 出演 胡宗南。中华民国浙江省政府主席，總統府戰略顧問。
- 程煜 出演 阎锡山。中华民国山西省政府主席，行政院院长。

## 制作
九一一袭击事件后，朝鲜战争题材的影视作品在中国大陆成为禁忌。上將趙南起曾致信中央：“希望在我们这些志愿军老同志还健在的时候，能够反映抗美援朝这段历史。我们不说，就会被人歪曲，若干年后，可能这段历史就完全走样了。”他還曾專門申請經費拍電影《北纬三十八度线》，因高層怕刺激美國，最終無法公映。2013年，他再度上書建議拍《彭德懷元帥》，獲中国最高领导人习近平批准，並批示「尊重史實」。该电视剧之导演為宋业明，编剧為马继红。
2014年12月20日，剧组在人民大会堂召开新闻发布会，并随即举行开机仪式。
该电视剧由中国共产党中央军事委员会主席习近平、中国共产党中央军事委员会副主席范长龙、许其亮及总后政委、上将刘源分别批示同意，第九届全国政协副主席、上将赵南起和刘源担任该剧总顾问。

## 刪節
《彭德懷》原來四十六集，但最後被刪減成三十六集完結。在劇中時任國防部長的彭德懷表態支持發展原子彈陡然劇終，鏡頭一轉，即為彭「蓋棺論定」，評其為「我們黨、國家和軍隊的傑出領導人」，並以旁白簡單交代說：「在林彪、『四人幫』的逼害下，1974年11月29日，彭德懷元帥在北京逝世，終年七十六歲」，草草收場。不過，被刪去的十集仍然在網上流出，包括彭德懷上書毛澤東怒批大躍進，以及遭紅衞兵批鬥的畫面。對於《彭德懷》最後十集未播出，歷史學者章立凡對媒體表示，「不排除影視作品經過批准以後，高層看到某些場景不適合播放，決定不播，這類事情之前也發生過。」章立凡批評，當局一直批判歷史虛無主義，砍掉不播，「這才是真正的歷史虛無主義」。